# Liste des maires de Château-Thierry
Pour un article plus général, voir Château-Thierry.
La Liste des maires de Château-Thierry regroupe les noms des maires de la commune de Château-Thierry avec leur date de prise de fonction ainsi que les dates de fin de fonctions des maires.

## Liste des maires
| Période                                  | Période                   | Identité                               | Étiquette    | Qualité |
| ---------------------------------------- | ------------------------- | -------------------------------------- | ------------ | --- |
| Les données manquantes sont à compléter. |                           |                                        |              | |
| 1800                                     | 1805                      | Guillaume-Benoît Houdet                |              | |
| Les données manquantes sont à compléter. |                           |                                        |              | |
| 1830                                     | 1834                      | Jean-Baptiste Louis Poan de Sapincourt |              | |
| maire en 1840                            |                           | Louis Vol de Conantray                 |              | Avocat, juge suppléant au Tribunal civil Conseiller d'arrondissement |
| 1848                                     | 1877                      | Félix-Philippe de Gerbrois             |              | Propriétaire Maire nommé par l'Empereur |
| ca 1880                                  |                           | Natalis Aristide Coutelier             |              | Chevalier de la légion d'honneur |
| 1881                                     | 1883                      | Jean-Marie Léon Lacaze                 |              | |
| 1883                                     | 1896                      | Félix-François Deville                 | Républicain  | Député de l'Aisne (1889 → 1896) Conseiller général de Château-Thierry (1886 → 1896)                                                                                            |
| 1896                                     | 1901                      | François Edouard Félix Guériot         |              | |
| 1901                                     | 1907                      | Albert Rep                             |              | |
| 1907                                     | 1907                      | Auguste Mousse                         |              | |
| 1907                                     | 1908                      | Eugène Caboche                         |              | |
| 1908                                     | 1910                      | Émile Sale                             |              | |
| 1910                                     | 1912                      | Léon Lelarge                           |              | |
| 1912                                     | 1914                      | Gustave Chartier                       |              | |
| 1914                                     | 1919                      | Albert Bethancourt                     |              | |
| 1919                                     | 1932                      | Louis Flamant                          | PRS          | |
| 1932                                     | 1935                      | Édgard Lescarselle                     | PRS          | |
| 1937                                     | 1944                      | Ernest Couvrecelle                     |              | |
| 1944                                     | 1945                      | Henri Couzinet                         |              | |
| mai 1945                                 | 1947                      | Édouard Delarbre                       |              | |
| 1947                                     | 1959                      | Paul Dascque                           |              | |
| 1959                                     | 1965                      | André Pichard                          |              | |
| 1965                                     | 1971                      | Pierre Lemret                          | PCF          | Conseiller général de Château-Thierry (1973 → 1985) |
| 1971                                     | 1989                      | André Rossi                            | UDF-PRV      | Député de l'Aisne (1958 → 1981 et 1986 → 1994) Ministre (1974 → 1978) |
| 1989                                     | 2008                      | Dominique Jourdain                     | PS           | |
| mars 2008                                | juillet 2017              | Jacques Krabal                         | PRG et Cap21 | Retraité de l'enseignement Conseiller général de Château-Thierry (1993 → 2012) Député de l'Aisne (5e circ.) (2012 → ) Démissionnaire à la suite de sa réélection comme député. |
| juillet 2017,                            | En cours (au 23 mai 2020) | Sébastien Eugène                       | PRG          | Consultant d'entreprise |

## Compléments